# Virgil van Dijk
Virgil van Dijk (pronunciado [vɑn ˈdɛik]; Breda, Brabante Septentrional, 8 de julio de 1991) es un futbolista neerlandés que juega como defensa en el Liverpool F. C. de la Premier League.
Es conocido por su fuerza, liderazgo y habilidad aérea. Es el único defensa que ha ganado el premio al Jugador del Año de la UEFA y ha finalizado subcampeón del Balón de Oro y del Mejor Jugador de la FIFA.
Después de comenzar su carrera profesional con el Groningen, se mudó al Celtic en 2013 donde ganó la Premier League Escocesa y fue nombrado en el Equipo del Año de la PFA de Escocia en sus dos temporadas con el club, ganando también la Copa de la Liga de Escocia en la última. En 2015 se unió a Southampton antes de fichar por el Liverpool en enero de 2018 por £ 75 millones de libras, una tarifa de transferencia récord mundial para un defensor. Con el Liverpool, Van Dijk alcanzó dos finales consecutivas de la Liga de Campeones de la UEFA en 2018 y 2019, ganando esta última. También fue nombrado Jugador del año de la PFA y Jugador de la temporada de la Premier League en su primera temporada completa. Van Dijk ganó más tarde la Copa Mundial de Clubes y la Supercopa de la UEFA y ayudó a poner fin a la sequía de títulos de liga de 30 años del club al ganar la Premier League 2019-20.
Hizo su debut absoluto con Países Bajos en 2015 y se convirtió en capitán de su país en 2018. En 2018 marcó su primer gol internacional en la victoria por 3-0 contra Portugal. Un año después capitaneó a Países Bajos en la final de la Liga de Naciones de la UEFA inaugural, donde terminaron subcampeones.

## Primeros años
Van Dijk nació en Breda de padre neerlandés y madre de Surinam. Al crecer, jugaba al fútbol donde podía: en las calles, en jaulas de hormigón y finalmente en los partidos de los sábados por la mañana. Combinó su tiempo jugando en la academia Willem II con un trabajo de medio tiempo como lavaplatos. Habiendo aparecido anteriormente y sin éxito como lateral derecho, Van Dijk fue trasladado a una posición defensiva central en 2008, a los 17 años, después de que creció en altura alrededor de 18 centímetros. A pesar del cambio de posición y el crecimiento físico de Van Dijk, el gerente de reserva de Willem II en ese momento, Edwin Hermans, creía que tenía "demasiadas limitaciones" que le impedían ingresar al primer equipo. En 2010, fue descubierto por el exseleccionado neerlandés Martin Koeman, que trabajaba para el FC Groningen en ese momento, y terminó completando una transferencia gratuita al club en el mismo año.

## Trayectoria

### Inicios
Se inició en la cantera del Willem II hasta que en 2010 fue traspasado al Groningen.

### Groningen
Inicialmente tuvo problemas para ingresar al primer equipo del Groningen ya que el personal del club creía que estaba «demasiado cansado» después de un largo tiempo de juego con la academia y la reserva del Willem II. Hizo su debut profesional con el primer equipo el 1 de mayo de 2011 después de entrar en el minuto 72 como substituto de Petter Andersson durante una victoria 4-2 contra el ADO La Haya. El 29 de mayo, y contra el mismo rival, hizo su primera titularidad con el Groningen y marcó sus primeros goles, anotando dos veces en la victoria por 5-1 en un partido de play-off por la UEFA Europa League.
Durante la temporada 2011-12 de la Eredivisie, Van Dijk jugó 23 partidos de liga y anotó su primer gol de la temporada regular durante la victoria del club por 6-0 sobre el Feyenoord el 30 de octubre de 2011. Sin embargo sufrió un revés personal durante la campaña, tan pronto después de cumplir 20 años fue ingresado en el hospital con peritonitis e intoxicación renal. Más tarde reveló que estuvo a punto de morir como consecuencia de la emergencia médica y que el hospital incluso llegó a pedirle que firmara una «especie de testamento» en caso de su fallecimiento.
Sin embargo, regresó al Groningen y continuó impresionando la temporada siguiente. Al final de la campaña, y con Van Dijk «superando» al club, fue ofrecido a varios clubes más grandes de la Eredivisie, incluido el Ajax, que decidieron no ficharlo.

### Celtic

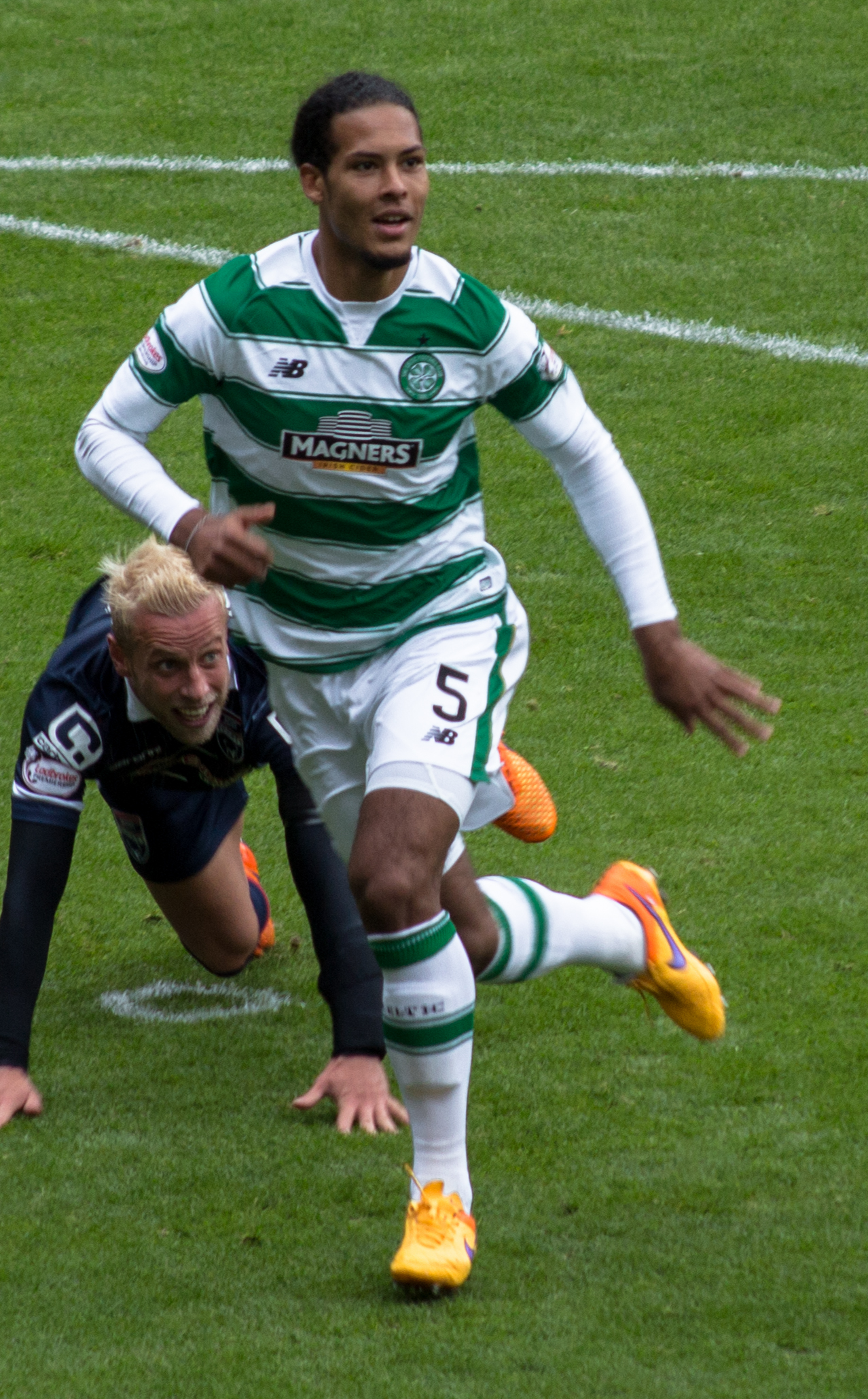
Van Dijk jugando con el Celtic de Glasgow en 2015.

El 21 de junio de 2013, Van Dijk firmó con el Celtic por una tarifa de alrededor de £ 2.6 millones de libras, en un acuerdo de cuatro años que incluía una tarifa de venta del 10% para el Groningen. Hizo su debut el 17 de agosto, reemplazando a Efe Ambrose en los últimos 13 minutos de una victoria por 2-0 en la Scottish Premiership sobre el Aberdeen en el Pittodrie Stadium. Una semana después, hizo su primera apertura, en un empate 2-2 con Inverness Caledonian Thistle en Celtic Park. El 9 de noviembre anotó sus primeros goles con el Celtic, encabezando uno en cada mitad de una victoria por 4-1 contra Ross County. Después de una carrera en solitario, marcó el único gol de una victoria sobre St. Johnstone el 26 de diciembre.
Van Dijk volvió a marcar el 26 de enero de 2014 en la victoria por 4-0 ante el Hibernian para la undécima victoria consecutiva del Celtic en la liga. El 25 de febrero fue expulsado después de 13 minutos de una eventual derrota por 2-1 sobre Aberdeen por una falta sobre Peter Pawlett; fue la primera derrota de la temporada del Celtic. Dado que el club ya había ganado la liga, Van Dijk volvió a anotar el 7 de mayo para poner a su equipo 3-1 sobre el St. Johnstone en un eventual empate 3-3. Fue uno de los tres jugadores del Celtic nombrados en el PFA Team of the Year de Escocia. Luego fue nominado para el premio al Jugador del Año de la PFA Scotland Players, pero perdió ante su compañero, Kris Commons.
El 22 de julio de 2014, Van Dijk y Teemu Pukki anotaron dos goles cada uno en la victoria en casa por 4-0 sobre KR en un partido de clasificación para la UEFA Champions League, lo que puso a su equipo en la siguiente ronda por 5-0 en el global. Su primer gol de la temporada de la Scottish Premiership llegó el 9 de noviembre, terminando desde la esquina de último minuto de Stefan Johansen para una victoria por 2-1 sobre Aberdeen. Tres semanas más tarde, Van Dijk anotó el primer y último gol de la victoria por 4-0 del Celtic contra el Heart of Midlothian en la cuarta ronda de la Copa de Escocia. Cuatro días después de eso, su sexto gol de la temporada fue suficiente para la victoria en un partido en casa contra sus vecinos de Glasgow, el Partick Thistle.
Van Dijk volvió a anotar el 21 de enero de 2015 abriendo una victoria en casa por 4-0 sobre Motherwell. El 26 de febrero fue expulsado en el minuto 36 contra el Inter de Milán por una falta sobre Mauro Icardi, ya que el Celtic perdió 1-0 en la noche, 4-3 en el global de los últimos 32 de la UEFA Europa League. Fue expulsado nuevamente el 8 de marzo en los cuartos de final de la Copa ante el Dundee United en Tannadice Park, recibiendo una tarjeta roja a los once minutos por un enfrentamiento con Calum Butcher. Su suspensión para la final de la Copa de la Liga de Escocia de la semana siguiente fue anulada en apelación, al igual que la de Paul Paton quien fue expulsado cuando lo confundieron con Butcher. Van Dijk jugó los 90 minutos completos de la final en Hampden Park que el Celtic ganó 2-0. El 18 de marzo, el tercer partido consecutivo del Celtic contra el Dundee United, Van Dijk anotó en el último minuto para confirmar una victoria por 4-0 en una repetición de la Copa.
El 19 de abril, el Celtic disputó la semifinal de Copa ante Inverness en Hampden y Van Dijk abrió el marcador con un tiro libre. Después de la expulsión del portero Craig Gordon el Celtic cayó 3-2 poniendo fin a sus posibilidades de un triplete. Tres días después, nuevamente de un tiro libre, confirmó una victoria por 2-1 a domicilio ante Dundee. Su equipo volvió a ganar la liga, y Van Dijk fue incluido en el Equipo de la Temporada de la liga por segunda campaña consecutiva. Fue nuevamente preseleccionado para el premio de Jugador de Jugadores de la PFA de Escocia, pero perdió ante otro compañero de equipo, esta vez Stefan Johansen.
Según los informes, Van Dijk estaba «considerando su futuro» en Glasgow después de que el Celtic fuera eliminado de la UEFA Champions League 2015-16 en las rondas de clasificación ante el Malmö de Suecia.

### Southampton
El 1 de septiembre de 2015 se hizo oficial su fichaje por el Southampton a cambio de 13 millones de libras.
Hizo su debut con el 12 de septiembre en un empate 0-0 contra West Bromwich Albion en The Hawthorns. Dos semanas después marcó su tercera aparición en la Premier League con su primer gol para el club que llegó en forma de un cabezazo en el minuto 11 para poner al Southampton al frente, luego de una jugada de James Ward en una victoria en casa por 3-1 sobre el Swansea City. El 7 de mayo de 2016 firmó un nuevo contrato de seis años con los Saints. En su primera temporada en el club fue elegido como mejor jugador del año.
El 22 de enero de 2017 fue nombrado capitán del equipo tras la marcha de José Fonte, pero el mismo día sufrió una lesión en el tobillo en un partido contra el Leicester City, esto lo descartó de jugar la final de la Copa de la Liga de Inglaterra 2016-17 que Southampton perdió ante el Manchester United en el estadio de Wembley.
Después de una exitosa temporada 2016-17 en Southampton, Van Dijk fue objeto de interés por parte del Liverpool quien se disculpó con Southampton por un acercamiento ilegal del jugador después de haber dejado claro su interés en mudarse al club. El 7 de agosto de 2017 el jugador entregó una solicitud de transferencia al Southampton y emitió una declaración junto con ella, enfatizando su deseo de unirse a un equipo diferente en la ventana de transferencia.
Van Dijk permaneció con Southampton para el comienzo de la temporada 2017-18 e hizo su primera aparición desde que se lesionó en enero, y entró como suplente tardío en la victoria por 1-0 sobre Crystal Palace el 26 de septiembre. Hizo lo que resultó ser su última aparición con Southampton el 13 de diciembre de 2017, en una derrota en casa por 4-1 ante el Leicester; también fue su última aparición en cualquiera de los equipos de la jornada de Southampton, ya que fue excluido del equipo durante el resto de su mandato en el club a la luz de las especulaciones sobre su futuro.

### Liverpool

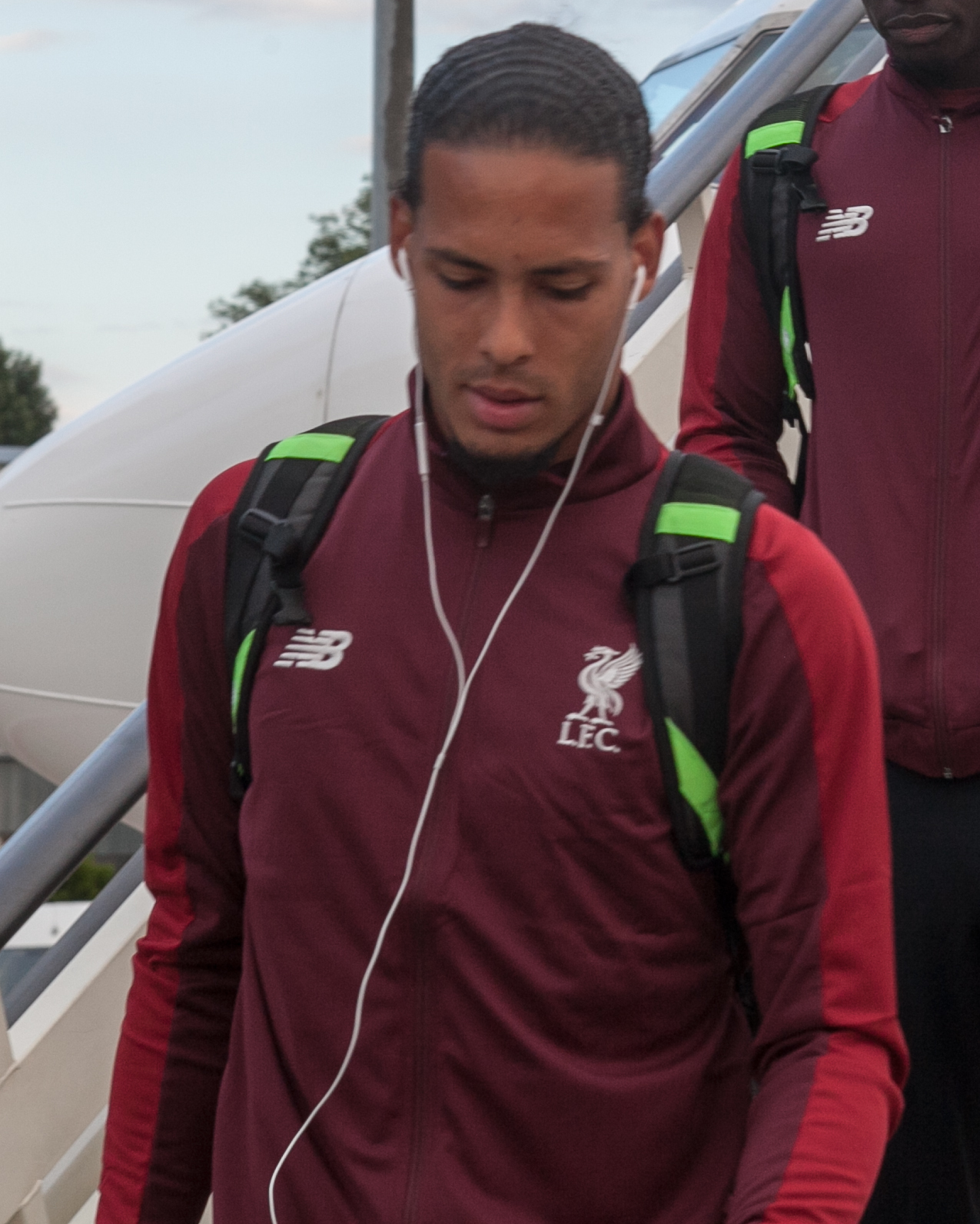
Van Dijk con el Liverpool en 2018.

El 27 de diciembre de 2017 se oficializó el fichaje de Van Dijk por el Liverpool por 75 millones de libras, convirtiéndolo en el defensor más caro de la historia por delante de Benjamin Mendy.
El 5 de enero debutó, con gol incluido, en el derbi ante el Everton correspondiente a la tercera ronda de la FA Cup para dar la victoria a su equipo. El 26 de mayo fue titular en la final de la Liga de Campeones ante el Real Madrid (1-3). A pesar de la derrota, fue incluido en el equipo ideal de la Liga de Campeones. Su adaptación al equipo de Jürgen Klopp fue excepcional, convirtiéndose rápidamente en un líder de la defensa.
El 27 de febrero de 2019 logró un doblete, ambos de cabeza, en el triunfo por 5 a 0 ante el Watford. El 13 de marzo anotó su primer gol en Liga de Campeones, ante el Bayern Münich,en el Allianz Arena, en un triunfo que sirvió para lograr el pase a los cuartos de final (1-3). El 28 de abril fue elegido como mejor jugador de la temporada en la Premier League, siendo el primer defensa central en conseguirlo desde John Terry en 2005. El 1 de junio fue elegido como mejor jugador de la final de la Liga de Campeones en la que derrotaron al Tottenham (2-0). Fue nombrado mejor jugador de la UEFA por su campaña esa temporada. En la temporada 2019-20 disputó las treinta y ocho jornadas completas de Premier League, logrando cinco tantos y el título de campeón. Sin embargo, al inicio de la campaña 2020-21 sufrió una grave lesión de rodilla que le mantendría de baja durante más de seis meses.
Hizo su primera aparición en más de nueve meses el 29 de julio de 2021 entrando como suplente en la segunda mitad en un partido amistoso de pretemporada contra el Hertha Berlín. El 13 de agosto firmó un nuevo contrato de cuatro años, manteniéndose en el club hasta 2025. En abril de 2025, van Dijk renovó su contrato hasta 2027.

## Selección nacional
Hizo su debut con Países Bajos el 10 de octubre de 2015, en una victoria por 2-1 fuera de casa ante Kazajistán en un partido de clasificación para la Eurocopa 2016.
El entrenador Ronald Koeman le concedió la capitanía de su país el 22 de marzo de 2018 y su primer partido como capitán fue una derrota en casa por 1-0 ante Inglaterra al día siguiente. El 26 de marzo marcó su primer gol internacional para concluir una victoria por 3-0 sobre el campeón de Europa, Portugal, en el Stade de Genève. El 13 de octubre marcó en la victoria por 3-0 sobre Alemania en la Liga de Naciones de la UEFA. Más importante aún anotó el empate en el próximo partido con Alemania, luego de que el técnico asistente Dwight Lodeweges le enviara una pequeña nota de papel durante un descanso con la solicitud de jugar hacia adelante en los últimos minutos del partido; el gol le permitió a Países Bajos ganar la fase de grupos de la Liga de Naciones. Más tarde fue el capitán de su país en la final, que perdió 1-0 contra Portugal.
En mayo de 2021 fue descartado de jugar en la pospuesta Eurocopa 2020 para tener tiempo suficiente en su recuperación, después de una lesión de larga duración desde octubre de 2020.

### Participaciones en Copas del Mundo
| Copa                           | Sede  | Resultado        | Partidos | Goles |
| ------------------------------ | ----- | ---------------- | -------- | ----- |
| Copa Mundial de Fútbol de 2022 | Catar | Cuartos de final | 5        | 0     |

### Participaciones en Eurocopas
| Copa          | Sede     | Resultado   | Partidos | Goles |
| ------------- | -------- | ----------- | -------- | ----- |
| Eurocopa 2024 | Alemania | Semifinales | 6        | 0     |

### Participaciones en Liga de Naciones
| Eliminatorias            | Resultado  | Partidos | Goles |
| ------------------------ | ---------- | -------- | ----- |
| Liga de Naciones 2018-19 | Subcampeón | 6        | 2     |

### Goles internacionales
| N.º | Fecha                    | Estadio                                     | Rival       | Gol | Resultado | Competición                         |
| --- | ------------------------ | ------------------------------------------- | ----------- | --- | --------- | ----------------------------------- |
| 1   | 26 de marzo de 2018      | Stade de Genève, Lancy, Suiza               | Portugal    | 0-3 | 0-3       | Amistoso                            |
| 2   | 13 de octubre de 2018    | Johan Cruyff Arena, Ámsterdam, Países Bajos | Alemania    | 1-0 | 3-0       | Liga de Naciones de la UEFA 2018-19 |
| 3   | 19 de noviembre de 2018  | Veltins-Arena, Gelsenkirchen, Alemania      | Alemania    | 2-2 | 2-2       | Liga de Naciones de la UEFA 2018-19 |
| 4   | 21 de marzo de 2019      | Stadion Feijenoord, Róterdam, Países Bajos  | Bielorrusia | 4-0 | 4-0       | Clasificación para la Eurocopa 2020 |
| 5   | 11 de octubre de 2020    | Stadion Feijenoord, Róterdam, Países Bajos  | Gibraltar   | 1-0 | 6-0       | Clasificación para el Mundial 2022  |
| 6   | 25 de septiembre de 2022 | Johan Cruyff Arena, Ámsterdam, Países Bajos | Bélgica     | 1-0 | 1-0       | Liga de Naciones de la UEFA 2022-23 |
| 7   | 16 de octubre de 2023    | Estadio Agia Sofía, Nea Filadelfeia, Grecia | Grecia      | 0-1 | 0-1       | Clasificación para la Eurocopa 2024 |
| 8   | 6 de junio de 2024       | Stadion Feijenoord, Róterdam, Países Bajos  | Canadá      | 4-0 | 4-0       | Amistoso                            |
| 9   | 10 de junio de 2024      | Stadion Feijenoord, Róterdam, Países Bajos  | Islandia    | 2-0 | 4-0       | Amistoso                            |
| 10  | 10 de junio de 2025      | Euroborg, Groninga, Países Bajos]]          | Malta       | 3-0 | 8-0       | Clasificación para el Mundial 2026  |

## Estilo de juego
Es un central derecho físicamente fuerte que suele jugar en el lado izquierdo de la defensa central, aunque también puede jugar como central derecho. Está dotado de ritmo, buena técnica y buen ojo para el gol, además es un jugador eficaz en la toma de balón parado. En cuanto a su habilidad, el excompañero del Celtic Kris Commons comentó que Van Dijk estaba «cómodo con el balón», y también señaló que «tenía una buena técnica y un pie derecho maravilloso. Era bueno en jugadas a balón parado, algunos de los tiros libres que anotó para el Celtic son auténticas maravillas. Podía leer bien el partido. Tenía un aura, una confianza, porque creo que sabía que era bueno».
Neil McGuinness, cazatalentos sénior del Celtic cuando firmó con Van Dijk, lo llamó «todo lo que querías si pudieras crear un perfil del defensor central ideal» y lo elogió como un «defensor de juego de pelota muy suave» que posee destreza aérea, habilidades de situaciones de pelota muerta y «fuertes cualidades de liderazgo», mientras comenta que desde su mudanza a Inglaterra, él es «más consciente tácticamente ahora [...] su anticipación y tiempo ha mejorado y es mucho más un todo- más redondo». McGuinness cree que el «mayor problema» de Van Dijk es que «puede desconectarse cuando el juego es cómodo». En 2018, Steve Douglas de The Globe and Mail describió a Van Dijk con las siguientes palabras: «Potente en el aire, medido con el balón en los pies, rápido y con un magnífico sentido posicional, van Dijk lo tiene todo». Dario Pergolizzi también describió a Van Dijk como un buen marcador en 2019.
En una entrevista de 2019 con Marca, cuando se le preguntó a Lionel Messi por qué Van Dijk era tan difícil de vencer, el argentino respondió: «Es un defensa que sabe juzgar su sincronización y esperar el momento adecuado para desafiar. Es muy rápido y grande, pero tiene mucha agilidad para su altura. Es rápido por su gran zancada y es impresionante tanto en defensa como en ataque porque marca muchos goles». Ese mismo año, Paul Merson describió a Van Dijk como «el mejor del mundo, y creo que, con mucho, como un medio centro defensivo».

## Patrocinio
Aparece como la estrella de portada del videojuego FIFA 20 de EA Sports. Está respaldado por la empresa de ropa deportiva Nike.

## Vida personal
Comúnmente usa solo su primer nombre en el kit. Según su tío (Steven) esto se debe a una disputa familiar con su padre (Ron van Dijk) quien abandonó a su esposa y sus hermanos durante la infancia. Virgil está casado con su novia de la infancia (Rike Nooitgedagt) y tienen dos hijas (Nila nacida en 2014 y Jadi nacida en 2016).
Según algunas fuentes en China, tiene ascendencia china (Hellen Fo Sieeuw) ya que su madre es de ascendencia en parte china, el apellido chino Fo Sieeuw deriva del apellido de su bisabuelo materno, Chin Fo Sieeuw (陈 火 秀), quien emigró de Cantón a Surinam alrededor de 1920.

## Estadísticas

### Clubes
Actualizado al último partido jugado el 10 de agosto de 2025.
| Club                           | Div.          | Temporada     | Liga  | Liga  | Copas nacionales | Copas nacionales | Copas internacionales | Copas internacionales | Total | Total |
| Club                           | Div.          | Temporada     | Part. | Goles | Part.            | Goles            | Part.                 | Goles                 | Part. | Goles |
| ------------------------------ | ------------- | ------------- | ----- | ----- | ---------------- | ---------------- | --------------------- | --------------------- | ----- | ----- |
| F. C. Groningen · Países Bajos | 1.ª           | 2010-11       | 5     | 2     | 0                | 0                | —                     | —                     | 5     | 2     |
| F. C. Groningen · Países Bajos | 1.ª           | 2011-12       | 23    | 3     | 1                | 0                | —                     | —                     | 24    | 3     |
| F. C. Groningen · Países Bajos | 1.ª           | 2012-13       | 34    | 2     | 3                | 0                | —                     | —                     | 37    | 2     |
| F. C. Groningen · Países Bajos | Total club    | Total club    | 62    | 7     | 4                | 0                | 0                     | 0                     | 66    | 7     |
| Celtic F. C. Escocia           | 1.ª           | 2013-14       | 36    | 5     | 3                | 0                | 8                     | 0                     | 47    | 5     |
| Celtic F. C. Escocia           | 1.ª           | 2014-15       | 35    | 4     | 9                | 4                | 14                    | 2                     | 58    | 10    |
| Celtic F. C. Escocia           | 1.ª           | 2015-16       | 5     | 0     | 0                | 0                | 5                     | 0                     | 10    | 0     |
| Celtic F. C. Escocia           | Total club    | Total club    | 76    | 9     | 12               | 4                | 27                    | 2                     | 115   | 15    |
| Southampton F. C. Inglaterra   | 1.ª           | 2015-16       | 34    | 3     | 4                | 0                | —                     | —                     | 38    | 3     |
| Southampton F. C. Inglaterra   | 1.ª           | 2016-17       | 21    | 1     | 3                | 1                | 6                     | 2                     | 30    | 4     |
| Southampton F. C. Inglaterra   | 1.ª           | 2017-18       | 12    | 0     | 0                | 0                | —                     | —                     | 12    | 0     |
| Southampton F. C. Inglaterra   | Total club    | Total club    | 67    | 4     | 7                | 1                | 6                     | 2                     | 80    | 7     |
| Liverpool F. C. Inglaterra     | 1.ª           | 2017-18       | 14    | 0     | 2                | 1                | 6                     | 0                     | 22    | 1     |
| Liverpool F. C. Inglaterra     | 1.ª           | 2018-19       | 38    | 4     | 0                | 0                | 12                    | 2                     | 50    | 6     |
| Liverpool F. C. Inglaterra     | 1.ª           | 2019-20       | 38    | 5     | 2                | 0                | 10                    | 0                     | 50    | 5     |
| Liverpool F. C. Inglaterra     | 1.ª           | 2020-21       | 5     | 1     | 3                | 0                | 0                     | 0                     | 8     | 1     |
| Liverpool F. C. Inglaterra     | 1.ª           | 2021-22       | 34    | 3     | 8                | 0                | 9                     | 0                     | 51    | 3     |
| Liverpool F. C. Inglaterra     | 1.ª           | 2022-23       | 32    | 3     | 1                | 0                | 8                     | 0                     | 41    | 3     |
| Liverpool F. C. Inglaterra     | 1.ª           | 2023-24       | 36    | 2     | 7                | 2                | 5                     | 0                     | 48    | 4     |
| Liverpool F. C. Inglaterra     | 1.ª           | 2024-25       | 37    | 3     | 3                | 1                | 9                     | 1                     | 49    | 5     |
| Liverpool F. C. Inglaterra     | 1.ª           | 2025-26       | 0     | 0     | 1                | 0                | 0                     | 0                     | 1     | 0     |
| Liverpool F. C. Inglaterra     | Total club    | Total club    | 234   | 21    | 27               | 4                | 59                    | 3                     | 320   | 28    |
| Total carrera                  | Total carrera | Total carrera | 439   | 41    | 50               | 9                | 92                    | 7                     | 581   | 57    |
| 1. 2.                          |               |               |       |       |                  |                  |                       |                       |       |       |

## Palmarés

### Títulos nacionales
| Título                     | Club            | País       | Año  |
| -------------------------- | --------------- | ---------- | ---- |
| Scottish Premiership       | Celtic F. C.    | Escocia    | 2014 |
| Scottish Premiership       | Celtic F. C.    | Escocia    | 2015 |
| Copa de la Liga de Escocia | Celtic F. C.    | Escocia    | 2015 |
| Premier League             | Liverpool F. C. | Inglaterra | 2020 |
| Copa de la Liga            | Liverpool F. C. | Inglaterra | 2022 |
| FA Cup                     | Liverpool F. C. | Inglaterra | 2022 |
| Community Shield           | Liverpool F. C. | Inglaterra | 2022 |
| Copa de la Liga            | Liverpool F. C. | Inglaterra | 2024 |
| Premier League             | Liverpool F. C. | Inglaterra | 2025 |

### Campeonatos internacionales
| Título                       | Club            | Sede     | Año  |
| ---------------------------- | --------------- | -------- | ---- |
| Liga de Campeones de la UEFA | Liverpool F. C. | Madrid   | 2019 |
| Supercopa de la UEFA         | Liverpool F. C. | Estambul | 2019 |
| Copa Mundial de Clubes       | Liverpool F. C. | Catar    | 2019 |

### Distinciones individuales
| Distinción                                                      | Año              |
| --------------------------------------------------------------- | ---------------- |
| Elegido en el equipo ideal de la Liga escocesa por la PFA       | 2014, 2015       |
| Elegido en el equipo ideal de Liga de Campeones 2017-18         | 2018             |
| Jugador del mes de diciembre en la Premier League               | 2018             |
| Elegido en el Equipo del año UEFA                               | 2018             |
| Parte del PFA Team of the Year                                  | 2019, 2020, 2022 |
| Premio PFA al jugador del año                                   | 2019             |
| Mejor Jugador de la Premier League                              | 2019             |
| Mejor Jugador de la Final de la Liga de Campeones               | 2019             |
| Defensa del año de la UEFA                                      | 2019             |
| Premio UEFA al Mejor Jugador en Europa                          | 2019             |
| Parte del XI Mundial FIFA/FIFPro                                | 2019, 2020, 2022 |
| Nominado al FIFA The Best                                       | 2019             |
| Balón de Plata                                                  | 2019             |
| Parte de los 100 mejores jugadores del mundo según The Guardian | 2022             |